# Slaughterhouse
I Slaughterhouse sono stati un gruppo musicale statunitense di genere hip hop, attivo dal 2008 al 2018.
La band era composto da:
- Royce da 5'9", da Detroit
- Crooked I, da Los Angeles
- Joe Budden, da Jersey City
- Joell Ortiz, da Brooklyn

Sono stati famosi per la loro abilità nel scrivere i testi. Pure a livello tecnico e metrico gli Slaughterhouse sono considerati uno dei gruppi più innovativi del genere.
Nel 2018 Royce da 5'9 annunciare questo gruppo si è Sciolgo perché il terzo album In Studio chiamato Glass House non è stato mai uscito.

## Storia del gruppo
Il gruppo si formò dopo che Royce da 5'9", Crooked I e Joell Ortiz parteciparono a una canzone, chiamata Slaughterhouse, dall'album del 2008 Halfway House di Joe Budden. Decisero di prendere come nome del gruppo proprio il titolo di questo brano.
L'11 agosto 2009 l'E1 Music distribuisce il loro album di debutto, il cui nome è omonimo a quello del gruppo. Fino al 5 settembre l'album ha venduto all'incirca 31,000 copie..
Dopo varie voci su un passaggio del gruppo alla Shady Records di Eminem, amico di Royce Da 5'9", Joell Ortiz postò su Twitter un messaggio denigratorio verso la E1 Music, rea di aver bloccato le negoziazioni con la Shady.
Anche Joe Budden spiegò alcuni problemi che non avevano fatto ancora completare l'accordo.
Nonostante questo il gruppo ha pubblicato un remix di Beamer, Benz or Bentley di Lloyd Banks, denominato "Shady Megamix". Lo stesso gruppo, a parte Joe Budden, ha collaborato con Eminem nella traccia bonus di Recovery "Session One".
Il 21 gennaio del 2011 Eminem annuncia ufficialmente l'ingresso del gruppo sotto la Shady Records, insieme a Yelawolf.
Il secondo album studio degli Slaughterhouse venne pubblicato il 12 giugno 2012 sotto l'etichetta discografica della Shady Records. Eminem stesso si occupò dell'album come produttore esecutivo.
Durante un'intervista radiofonica con Peter Rosenberg sul canale Hot 97, Eminem ha confermato che gli Slaughterhouse si sarebbero esibiti al Summer Jam il 3 giugno 2012 al 3rd at MetLife Stadium.
Nel 2013 iniziano a produrre il loro terzo album in studio inizialmente previsto per l'anno seguente, quando esce il mixtape House Rules. La pubblicazione del nuovo album, Glass House, è stata più volte rinviata fino al febbraio 2017, quando Joe Budden dichiara che non sarebbe mai uscito. Nell'aprile 2018 Kxng Crooked afferma di essere uscito dal gruppo e il 26 aprile successivo Royce da 5'9" annuncia lo scioglimento degli Slaughterhouse.

## Discografia

### Album in studio
- 2009 – Slaughterhouse
- 2012 – Welcome to: Our House
- 2017 –  Glass House (annullato)

### Mixtape
- 2012 – On the House
- 2014 – House Rules